# Egon Boshof
Egon Boshof (* 13. Januar 1937 in Stolberg) ist ein deutscher Historiker. Er war von 1979 bis 2002 Inhaber des Lehrstuhls für Mittelalterliche Geschichte an der Universität Passau.

## Leben und Wirken
Egon Boshof entstammte einer Lehrerfamilie. Zum Ende des Zweiten Weltkriegs siedelte er im Zuge der Evakuierung an den Rhein über. Boshof studierte von 1957 bis 1962 in Köln und für ein Semester in Freiburg die Lehramtsfächer Geschichte, Germanistik und Philosophie. Während seines Studiums war er Stipendiat der Bischöflichen Studienförderung Cusanuswerk. Von 1962 bis 1966 war er im höheren Schuldienst tätig. 1966 kehrte er an die Kölner Universität zurück. Er wurde 1967 in Köln mit einer von Theodor Schieffer betreuten Arbeit über Leben und Werk des Erzbischofs Agobard von Lyon promoviert. 1971 habilitierte er sich mit einer Schrift über Das Erzstift Trier und seine Stellung zu Königtum und Papsttum im ausgehenden 10. Jahrhundert. Der Pontifikat des Theoderich. Boshof war anschließend wissenschaftlicher Rat und Professor in Köln bis 1979. Die Tätigkeit wurde von einer Vertretungsprofessur an der FU Berlin unterbrochen. 1978 folgte der Ruf auf den Lehrstuhl für mittelalterliche Geschichte an die neugegründete Universität Passau.
Seit 1979 lehrte Boshof an der Universität Passau bis zu seiner Emeritierung im Jahr 2002. Sein Nachfolger wurde Franz-Reiner Erkens. In Passau war Boshof für den Aufbau des Lehrstuhls und für die Einrichtung des Faches mittelalterliche Geschichte zuständig. Er war Dekan der Kulturwissenschaftlichen Fakultät und später der neu geschaffenen Philosophischen Fakultät. Von 1985 bis 1988 war er Vizepräsident der Universität Passau. Zu seinen bedeutendsten Schülern zählen Franz-Reiner Erkens und Werner Hechberger.
Boshofs Forschungsschwerpunkte sind die Karolinger- und Salierzeit, die Geschichte des Königtums (Verfassungs-, Ideengeschichte), die europäische Geschichte des 12. Jahrhunderts, die Geschichte der Bischöfe von Passau und der Stadt im Mittelalter sowie die Papstdiplomatik des Mittelalters (Germania Pontificia – Kirchenprovinz Trier). Im Jahr 1979 veröffentlichte Boshof eine knappe Darstellung über Heinrich IV. Boshof hielt im November 1991 in Passau eine Tagung über Rudolf von Habsburg ab, deren Vorträge und zwei weitere Beiträge er mit Franz-Reiner Erkens 1993 herausgab. Zu Boshofs wichtigsten Arbeiten gehören sein 1987 erstmals und seitdem mehrfach aufgelegtes Standardwerk zur Geschichte der Salier, seine 1996 veröffentlichte Biographie über Ludwig den Frommen und seine Geschichte des 12. Jahrhunderts. Boshof sammelte über Jahrzehnte alle Quellennachrichten und Urkunden über die Bischöfe von Passau. Es wurden vier Bände (1992, 1999, 2007, 2013) mit Regesten veröffentlicht, die  den Zeitraum von der Mitte des 8. Jahrhunderts bis zum Beginn des 14. Jahrhunderts abdecken. Zudem verfasste er den Abschnitt zur mittelalterlichen Geschichte in einem klassischen Einführungswerk zum Studium der Geschichte. Im Jahre 1999 gab er die erste wissenschaftliche Darstellung zur Geschichte der Stadt Passau heraus. Für die Reihe Enzyklopädie deutscher Geschichte verfasste er den Band Königtum und Königsherrschaft im 10. und 11. Jahrhundert, der 2010 in dritter Auflage erschien. Im Jahr 2007 veröffentlichte er mit Europa im 12. Jahrhundert eine historische Darstellung, die beim Wormser Konkordat von 1122 einsetzt und bis zu den Schlachten von Las Navas, Muret und Bouvines (1212–1214) sich erstreckt.
Boshof war von 1994 bis 2008 Leiter des Instituts für Ostbairische Heimatforschung. Als Herausgeber ist bzw. war er bei folgenden historischen Fachpublikationen tätig: Archiv für Kulturgeschichte (von 1980 bis 2002), Passauer Historische Forschungen und Passauer Jahrbuch (früher Ostbairische Grenzmarken). 1994 wurde er in die Kommission für die Herausgabe der Deutschen Inschriften des Mittelalters und der frühen Neuzeit aufgenommen. 1995 erfolgte die Aufnahme in die Kommission für bayerische Landesgeschichte. 2005 erhielt Boshof die Kulturmedaille des Landes Oberösterreich. 2009 erhielt er das Bundesverdienstkreuz am Bande der Bundesrepublik Deutschland und für sein wissenschaftliches Lebenswerk den Kulturpreis des Landkreises Passau. Boshof ist Mitglied im Ritterorden vom Heiligen Grab zu Jerusalem und im Rotary Club.

## Schriften (Auswahl)
Monografien
- Erzbischof Agobard von Lyon. Leben und Werk (= Kölner Historische Abhandlungen. Bd. 17). Böhlau, Köln u. a. 1969, ISBN 3-412-02369-8 (Zugleich: Köln, Univ., Diss., 1969).
- mit Kurt Düwell und Hans Kloft: Grundlagen des Studiums der Geschichte. Eine Einführung. Böhlau, Köln u. a. 1973, ISBN 3-412-08183-3.
- Heinrich IV. Herrscher an einer Zeitenwende (= Persönlichkeit und Geschichte. Bd. 108/109). Muster-Schmidt, Göttingen u. a. 1979, ISBN 3-7881-0108-3 (2. überarbeitete Auflage. ebenda 1990).
- Die Regesten der Bischöfe von Passau (= Regesten zur bayerischen Geschichte. Bd. 1–3). Herausgegeben von der Kommission für Bayerische Landesgeschichte. Beck, München 1992–2013;
  - Band 1: 731–1206. 1992, ISBN 3-406-37101-9;
  - Band 2: 1206–1254. 1999, ISBN 3-406-37102-7;
  - Band 3: 1254–1282. 2007, ISBN 978-3-406-37103-5.
  - Band 4: 1283–1319. 2013, ISBN 978-3-406-64782-6.
- Königtum und Königsherrschaft im 10. und 11. Jahrhundert (= Enzyklopädie deutscher Geschichte. Bd. 27). Oldenbourg, München 1993, ISBN 3-486-55726-2 (2. Auflage. ebenda 1997; 3. aktualisierte und um einen Nachtrag erweiterte Auflage. ebenda 2010, ISBN 978-3-486-59237-5).
- Ludwig der Fromme (= Gestalten des Mittelalters und der Renaissance). Primus Verlag, Darmstadt 1996, ISBN 3-89678-020-4.
- Was ist Geschichte? In: Welt- und Kulturgeschichte. Epochen, Fakten, Hintergründe in 20 Bänden. Mit dem Besten aus der ZEIT (= Die ZEIT-Welt- und Kulturgeschichte. Teil: 1: Anfänge der Menschheit und Altes Ägypten. Vor- und Frühgeschichte. Ägypten (3000–330 v. Chr.)). Zeitverlag Bucerius u. a., Hamburg 2006, ISBN 3-411-17591-5, S. 14–35.
- Europa im 12. Jahrhundert. Auf dem Weg in die Moderne. Kohlhammer, Stuttgart 2007, ISBN 978-3-17-014548-1 (Rezension).
- Die Salier (= Kohlhammer-Urban-Taschenbücher. Bd. 387). 5. aktualisierte Auflage. Kohlhammer, Stuttgart 2008, ISBN 978-3-17-020183-5.

Herausgeberschaften
- Regesta pontificum Romanorum. Bd. 10: Germania pontificia sive repertorium privilegiorum et litterarum a Romanis pontificibus ante annum MCLXXXXVIII Germaniae ecclesiis monasteriis civitatibus singulisque personis concessorum, Provincia Treverensis. Teil 1: Archidioecesis Treverensis. Vandenhoeck & Ruprecht, Göttingen 1992, ISBN 3-525-36032-0.
- Geschichte der Stadt Passau. Pustet, Regensburg 1999, ISBN 3-7917-1656-5.